# Frontera entre Cambodja i el Vietnam
La frontera entre Cambodja i Vietnam ha estat amb freqüència objecte de disputes territorials des del segle xv, data de l'inici de la decadència de l'Imperi Khmer, combinat amb l'aparició del Đại Việt com a poder local .
Més que dos països, delimita dos mons comunament anomenats Àsia marró representada aquí per la Cambodja theravada i Àsia groga pel Vietnam confucianista.

## Història

### La marxa vers el sud del Viêt Nam (fins 1859)

El sud-est d'Àsia vers 1100 amb les àrees de control aproximatives del Đại Việt (Vietnam), del regne de Txampa i de l'imperi Khmer.

La configuració actual del Vietnam va prendre forma a partir del segle xv com a resultat del conflicte entre les dinasties Trinh i Nguyễn, que obliga als darrers a expandir el seu territori per una "marxa cap al sud" (Nam tiến) que donarà lloc a l'annexió de la Regne deTxampa. Des de la primera meitat del segle xvii, l'expansió contínua i es produeix en detriment d'aquest  Kampuchéa Krom  (més tard anomenat Cotxinxina, que correspon al Sud del Vietnam actual), fins ara la terra khmer, que instal·laren des de 1622 colons viêt.
Aquest creixement, impulsat per la forta pressió demogràfica, es va fer a marxes forçades, i segons Nayan Chanda, un investigador i periodista indi, "els vietnamites tenien la fam d'un ogre; en l'espai d'un segle, entre 1650 i 1750, la totalitat de la conca del riu Vàm Cỏ i tot el delta del Mekong, inclòs el poble de pescadors de Prey Nokor (que després es convertirà en Saigon) va ser annexionat per Vietnam".

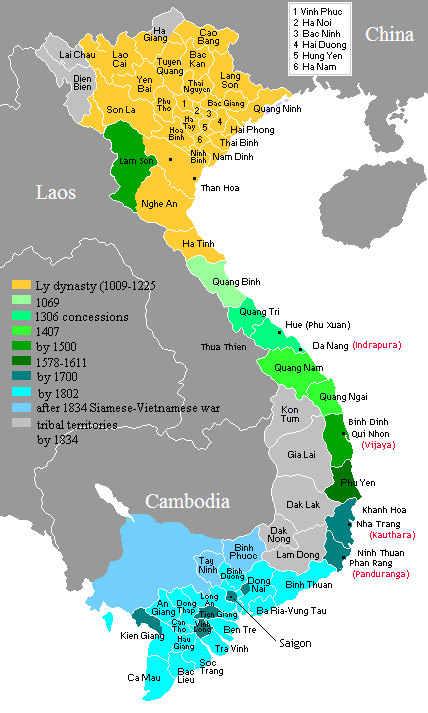
La progressió al sud comença en 1069 amb l'annexió de Quảng Bình i acaba en 1834 per la part oriental de l'actual Cambodja, al llac Tonlé Sap

L'ocupació comença sense problemes, establint colons a les zones deshabitades i, a mesura que les debilitats de l'Imperi khmer es tornen més evidents, la presència és cada vegada menys discreta. Les intervencions militars, sovint fetes a petició de faccions cambodjanes, per establir crisis dinàstiques o lluitar contra les incursions siameses, van reforçar la presència annamita. En 1691, per exemple, en favor dels trastorns de la successió del rei Nan Ang, la intervenció acaba amb l'annexió de les províncies de Già Dinh, Prey Nokor, Bà Rịa i Đồng Nai.. En 1732, és el torn de l'annexió de Vĩnh Long i Mỹ Tho. A la fi del segle xviii, la revolta dels Tây Sơn provoca una nova afluència de refugiats que fugen de la guerra i es va instal·lar al delta del Mekong, on romandran una vegada que la crisi hagi passat. Les coses canvien a partir de 1834 amb les mesures d'assimilació forçada de l'emperador Minh Mạng que deporta la família reial i va fer de Cambodja la província occidental pacificada administrada per funcionaris de Hué. Esclatà la revolta i els cambodjans busquen ajuda de Siam per desfer-se de la tutela annamita. Però les tropes de Bangkok es comporten com un país conquerit, i la cort d'Udong necessita cridar als annamites. La situació conduirà al desembre de 1845 a un acord pel qual els siamesos i els annamites acorden administrar conjuntament Cambodja. Aquest acord només podria encoratjar la continuació dels assentaments al sud de l'actual Vietnam.
Encara que aquest tractat el rei Ang Duong va haver d'acceptar la cessió del delta del Mekong, a l'arribada dels francesos en 1859 els territoris no estaven clarament delimitats; al nord estaven separats per àrees poblades per minories ètniques, algunes de les quals van retre homenatge a l'emperador d'Annam, altres al rei de Cambodja mentre vivien a les mateixes regions; al sud, les dues comunitats compartien el mateix territori on els nousassentaments viets reconeixen l'autoritat de Hué alternades amb altres habitades per khmers que seguien pagant tribut al governant d'Udong. Tanmateix, a diferència del nord, els dos hàbitats estaven aïllats entre si i les relacions entre khmers i viets semblen haver estat poc freqüents. En la decisió d'establir límits clarament definits entre els dos territoris, els francesos avalaren les annexions dutes a terme en els segles anteriors, tot i que malgrat el tractat de 1845, signat sota coacció, els cambodjans mai ho havien reconegut i serà difícil que ho reconeguessin en el futur.

### L'Indoxina francesa (1859 – 1954)

Annam comença a Thanh Hóa al nord i acaba a Bình Phước al sud

L'establiment de la Indoxina francesa, a més de canviar la situació jurídica de les entitats territorials, composta una disminució relativa de la progressió annamita, encara que en les seves primeres conductes l'administració colonial va crear instal·lacions, principalment en detriment del regne Khmer. Al sud, la frontera aproximadament definida al voltant de 1870 es perfecciona al llarg dels anys, però generalment contra Cambodja. Primer va ser un territori entre Prey Veng i Tây Ninh, poblada gairebé exclusivament pels khmers que fou atribuïda a Cotxinxina en 1893, que els cantons de [Lộc Ninh] i Phước Lê es posen al seu torn sota el control de les autoritats de Hanoi, desitjosos d'estendre les plantacions de la colònia. Més al nord, quan Siam es va veure forçat a restaurar la província de Stoeng Treng, la seva part oriental es va unir a Annam i es va convertir en la província de Đắk Lắk. El 21 de desembre de 1911, per contra, una petita àrea Jarai a l'est de Lumphat fou incorporada a Cambodja. La frontera finalment es va fixar només en 1914 i només es van confirmar les annexions successives efectuades per l'administració colonial, encara que fos una excepció a la regla, el districte de Cai Cay, a l'actual província de Svay Rieng, es retorna a Cambodja. Després del decret de 1914, l'irredentisme Khmer es va apaivagar fins a la Segona Guerra Mundial i sembla que els problemes anticolonialistes que sacsejaren Cambodja se centraran en qüestions fiscals i no tractaran les fronteres.
A principis dels anys quaranta, amb el debilitament de França, les expectatives cambodjanes ressorgiren. En primer lloc és Norodom Sihanouk que s'aprofita del cop d'estat japonès del 9 de març de 1945 per demanar a les autoritats japoneses reobrir la qüestió de les fronteres, però la petició va restar en lletra morta. Poc després, quan els francesos tornaren i volgueren que les seves possessions indoxineses fossin estats associats amb poders limitats dins d'una Unió francesa acabada de crear, Cambodja va reafirmar la seva reclamació. Si bé sembla probable que Cotxinxina s'assignaria al Vietnam, Sihanouk, aconsellat per Son Ngoc Thanh, l'antic primer ministre del govern creat pels japonesos i originari del delta del Mekong, diu que si Cambodja havia cedit aquest territori a França a canvi de la seva protecció, l'acord no afectava a Annam i el seu successor vietnamita. Els francesos van respondre que Cotxinxina no havia estat venuda pels sobirans d'Udong, però en 1862 i 1874 l'emperador d'Annam i la Cambodja no havien formulat cap reserva a les fronteres durant el tractat del protectorat de 1863.
Per la seva banda el regne khmer volia basar-se en una carta d'Ang Duong a l'emperador Napoleó III de 1856 en la qual el primer denunciava l'annexió d'alguns províncies  i en una promesa de retrocessió que l'almirall de La Grandière, aleshores governador de la Cotxinxina, hauria fet en 1864 al rei Norodom I. Malgrat aquestes protestes, el territori fou atribuït al nou Estat de Viet Nam per una llei del 4 de juny de 1949 Marie Alexandrine Martin va remarcar que la sol·licitud de Cambodja es va produir quan França ja havia decidit crear un govern fort encapçalat per Bảo Đại i compensar la influència comunista ael Nord. Tal estat hauria hagut de fer front a l'ascendència del Việt Minh a Tonkin i al nord de l'antic protectorat d'Annam, i per oferir una aparença de credibilitat, va haver d'incloure Cotxintxina, una regió que Hôo Chi Minh havia exigit en va durant molt de temps. Una clàusula en la Llei de 1949 (secció 3) preveia que la unió seria nul·la si l'estatut del territori (estat associat de la Unió Francesa) canviava, però no hi ha evidències que permetin afirmar si foren preses en consideració les reserves de Cambodja o era una manera de protegir-se contra les negociacions entre vietnamitesper deposar Bảo Đại i oferir Cotxintxina a Ho Chi Minh.

### Les independències i la segona guerra d'Indoxina (1954 – 1975)

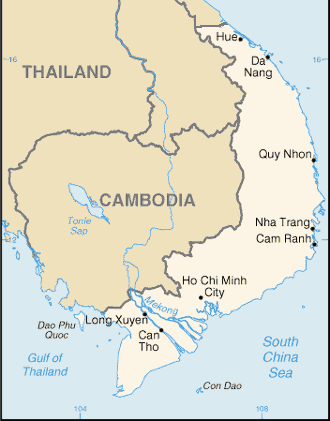
La Républica del Viêt Nam segons els acords de Ginebra, el 1954.

La qüestió es torna a formular durant els acords de Ginebra de 1954, però no trobarà cap ressò perquè els altres grups eren interessats a no deixar que les negociacions s'allarguessin. Aviat els incidents es desenvoluparen en tot el traçat, primer ho van fer els opositors al règim de Diệm refugiats a Cambodja, on eren perseguits per les tropes del Vietnam del Sud. El cas es presentà davant la Comissió de Control Internacional establerta a Ginebra per assegurar el compliment dels acords, però només podia constatar el problema. Alhora, Sihanouk va anar a Saigon el 3 d'agost de 1959, on es proposava renunciar als drets de Cambodja al delta del Mekong a canvi un reconeixement de la frontera, però les exigències de Ngô Đình Diệm fan descarrilar les converses.
Les posicions camboyes es caracteritzen aleshores per una certa ambigüitat. Per tant, el regne signava la declaració final de la conferència del Moviment de Països No Alineats del Caire, iniciada l'octubre de 1964 per la qual es compromet en particular a respectar les fronteres que existien quan aquests estats van obtenir la independència; el representant cambodjà va afegir: Tot i que ens són desfavorables aquestes fronteres, les acceptem. Però el gener de 1965, en una carta a l'ambaixador de França a Phnom Penh, el ministre d'afers estrangers de Cambodja va assumir les idees irredentistes de Sarin Chhak  i anuncia que el Govern Reial de Cambodja desitja reclamar el seu dret de propietat sobre la Baixa Cotxinxina ... on l'estatut de terra cambodjana es manté immutable..
Sobre el terreny, la situació s'havia intensificat des de principis dels anys es multipliquen les bases de replegament 1960, quan elFront Nacional d'Alliberament del Vietnam o Việt Cộng (FNL) acabat de crear, multiplicarà les seves bases de suport a la selva de Cambodjà, bases que seran atacades regularment per l'exèrcit de Saigon; ambdós protagonistes actuen sense preocupar-se per les protestes del govern khmer. Un dels episodis més dramàtics serà, sens dubte, l'atac amb napalm al poble cambodjà de Chantrea per part de la Força Aèria del Vietnam del Sud el 19 de març. El mateix any, la ruptura de les relacions entre Phnom Penh i Washington només empitjora el problema. A canvi del reconeixement de les fronteres entre Hanoi i Pequín , cap dels dos amb fronteres comunes amb Cambodja, i alguns avantatges diversos, Sihanouk acceptà permetre el trànsit pel seu territori l'ajuda als guerrillers sud-vietnamites: de fet, el transport ja havia era efectiu durant algun temps. Però això només augmentarà els problemes i el príncep només podia observar amb impotència com les zones frontereres escapaven irremeiablement fora del seu control. Finalment, una altra vegada contra el reconeixement de fronteres, es restableixen les relacions amb els Estats Units l'11 de juny de 1969. Però menys d'un any després, la crisi experimentarà una nova evolució. l' 11 de març de 1970 es produïren disturbis anti-vietnamites a Phnom Penh condueixen al saqueig de les ambaixades del govern provisional de la República del Vietnam del Sud - pro comunista - i la República Democràtica del Vietnam. Norodom Sihanouk, aleshores de viatge a França, decideix anar a la Unió Soviètica i Xina, presumiblement per demanar a aquests països que pressionessin el seu aliat Việt Minh per alleugerir la seva presència al regne Khmer. Quan tornava cap a casa fou destituït pel primer ministre de Cambodja, Lon Nol, qui don`s tres dies a les tropes de FNL i del Vietnam del Nord per sortir del territori del país. En lloc de marxar, les unitats del Viêt Minh es mantenen i es posaren de part del governant recentment deposat qui des de Beijing va signar un acord amb els guerrillers khmers rojos que fins ahir eren els seus enemics jurats. La Guerra Civil de Cambodja, fins ara limitada a zones frontereres i parts d'una selva aïllada, arriba a tot el país i la frontera es converteix en primera línia de front. Si al començament el nou govern de Phnom Penh segueix una política decididament xenòfoba que donarà lloc a veritables pogroms contra la població d'origen vietnamita, en posarà fi ràpidament, l'ajuda militar dels Estats Units necessària per a la seva la supervivència era composta en una gran part per tropes de Saigon. Les unitats Khmers Roges, per la seva banda, no són superades i des de 1972, els enfrontaments entre la guerrilla cambodjana i els seus aliats vietnamites es multipliquen, provocant que aquests darrers 'estacionin a la frontera. Quan el 1975, els comunistes van prendre el poder a Phnom Penh i Saigon, era poc probable que les reclamacions cambodjanes sobre Cotxinxina fossin enteses pels vietnamites per als quals el territori apareixia com a adquirit en una guerra guanyada.

### La tercera guerra d'Indoxina (1975 – 1989)
El nou règim Khmer Roig, un cop al poder, continua amb la seva política ultranacionalista. Les incursions cambodjanes en àrees controvertides són cada vegada més freqüents i condueixen a massacres de poblacions civils d'horror indescriptible. Aquests atacs causen confusió entre els vietnamites, on tot i el testimoni que passaven des de 1972, la propaganda difícilment justificava una lluita fratricida entre dos països comunistes. Els líders de Hanoi preferien assignar aquests excessos als líders locals no controlats.
L'altre escull eren les aigües territorials. Phnom Penh va exigir respecte a la línia Brevie - anomenada per Jules Brévié, l'antic administrador colonial que les havia definit el 1930 - mentre que Hanoi es negava a fer-ho, dient que s'havia establert un límit arbitrari sense tenir en compte les especificitats locals. En aquest context, l'illa vietnamita dePhú Quốc  fou breument envaïda per un escamot Khmer Roig, mentre que l'exèrcit popular vietnamita també va ocupar temporalment algunes illes cambodjanes a l'arxipèlag Wai.
Tanmateix, el govern de Pol Pot intenta mantenir una façana de relacions amistoses amb Vietnam, sense conduir la Kamputxea Democràtica en el camí de les concessions. En març de 1976 va pronunciar un discurs en una reunió de líders de la Partit Comunista de Kamputxea, titllant al Vietnam de drac negre que escup verí. L'abril de 1976, els dos partits comunistes acorden negociar un tractat sobre la frontera entre Cambodja i Vietnam, però el mes següent les negociacions ensopeguen particularment sobre la qüestió de la frontera marítima, i les reunions posteriors es posposen sense més precisió. La cimera anunciada per al mes de juny mai no es va produir. Malgrat l'amabilitat dels líders Khmer Roig als seus homòlegs vietnamites, la propaganda interna de la Kamputxea Democràtica creix en hostilitat cap al Vietnam. En juny de 1977, el Ministeri d'Afers Exteriors de Cambodja va publicar un fullet per demostrar que la pèrdua de Kamputxea Krom és obra de les autoritats reials i els últims colonitzadors francesos a favor de devoradors vietnamites de territori cambodjà.
Els excessos continuen i sembla que la massacre de Tây Ninh en fou el catalitzador. Els intents de negociació van donar pas a la resposta militar. Després d'alguns atacs ocasionals que no alteraren la intransigència del Khmer Roig, l'Exèrcit Popular Vietnamita desencadena una ofensiva general que derrota al règim de Pol Pot. La Tercera Guerra de la Indoxina comença i conduirà a una ocupació de facto de Cambodja durant els propers deu anys. S'imposa la República Popular de Kamputxea, però totalment dependent del poder de Hanoi, no serà capaç d'oposar-se amb eficàcia a l'onada d'immigració real o suposada del Vietnam o a lluitar contra les modificacions frontereres. El tema serà objecte de diversos tractats el 1982, 1983 i 1985, però que no seran considerats vàlids per la comunitat internacional, que no va reconèixer la República Popular de Kamputxea. No obstant això, les negociacions seran congelades a principis del 1990 pel procés de pau, i si hi havia un problema de temps per demanar a l'Autoritat Provisional de les Nacions Unides a Cambodja que procedís a la delimitació, la idea haurà de ser ràpidament abandonada a petició de Tailàndia.

### Període actual (des de 1990)

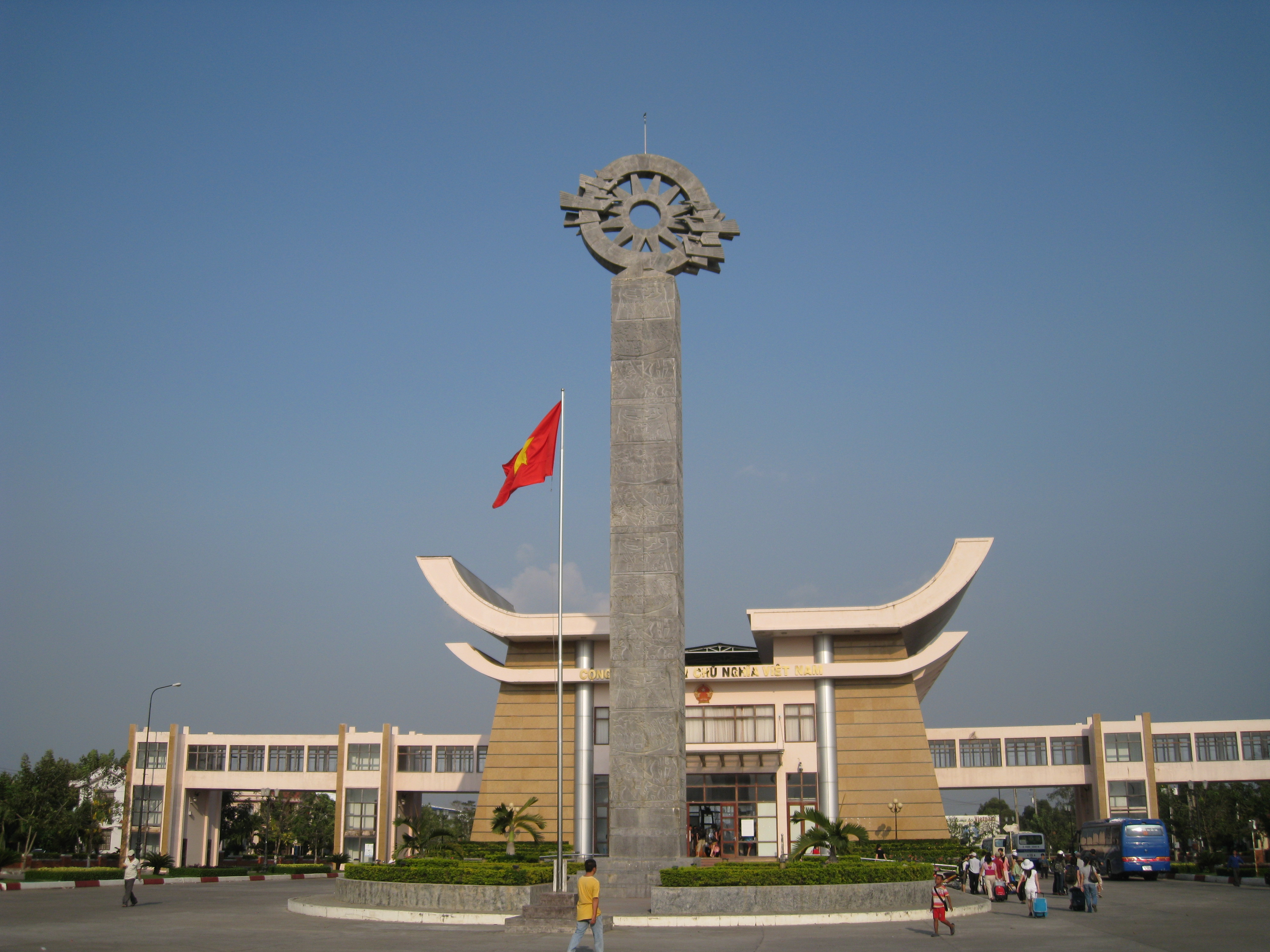
Pas vietnamita de Mộc Bài, punt de pas de la carretera de Ciutat Hô-Chi-Minh a Phnom Penh.

Després de les eleccions a l'Assemblea Constituent i l'establiment d'un govern bicèfal, la situació s'està congelant. Els defensors de Norodom Ranariddh primer primer ministre advoquen per la fermesa mentre que els del segon primer ministre Hun Sen i líder de l'antiga República Popular de Kamputxea, prefereixen optar per la conciliació amb els seus antics mentors vietnamites. Les reunions entre líders són rares i només donen lloc a declaracions de bones intencions que no produeixen efectes. Sobre el terreny, els incidents estan augmentant, sobretot en la província de Svay Rieng i són explotats per l'oposició nacionalista, que culpa als membres del Partit del Poble Cambodjà Hun Sen de fer poc cas de la integritat territorial, que és un tema delicat per a la majoria de la població hhmer.
Jean-Claude Pomonti, corresponsal de Le Monde, en un article de 19 de febrer de 1994, va destacar la por de molts observadors si la inestabilitat del govern a Cambodja perdurava, les reivindicacions nacionalistes ressuscitarien, cosa que podria pagar la comunitat vietnamita ... Els Khmers Rojos havia llançat una campanya anti-vietnamita que havia provocat dotzenes de víctimes i va causar l'èxode dels pescadors vietnamites de Tonle Sap. Només Sihanouk va intervenir públicament per calmar la situació.
La comunitat vietnamita sovint ha estat i continua sent percebuda per alguns elements de la classe política a Phnom Penh com una prova de la voluntat de Hanoi de colonitzar Cambodja i l'ànima khmer. Aquesta teoria també ha degenerat repetidament en matances, en particular el 1970, 1975 i 1993. Es pot citar també sobre el mateix tema l'article de Libération del 2 de gener de 1978, que ja estava informat de les acusacions dels khmers rojos d'una suposat pla de 30 anys amb el propòsit d' ocupar Kamputxea i infiltrar-hi milions d'homes per dominar els khmers.

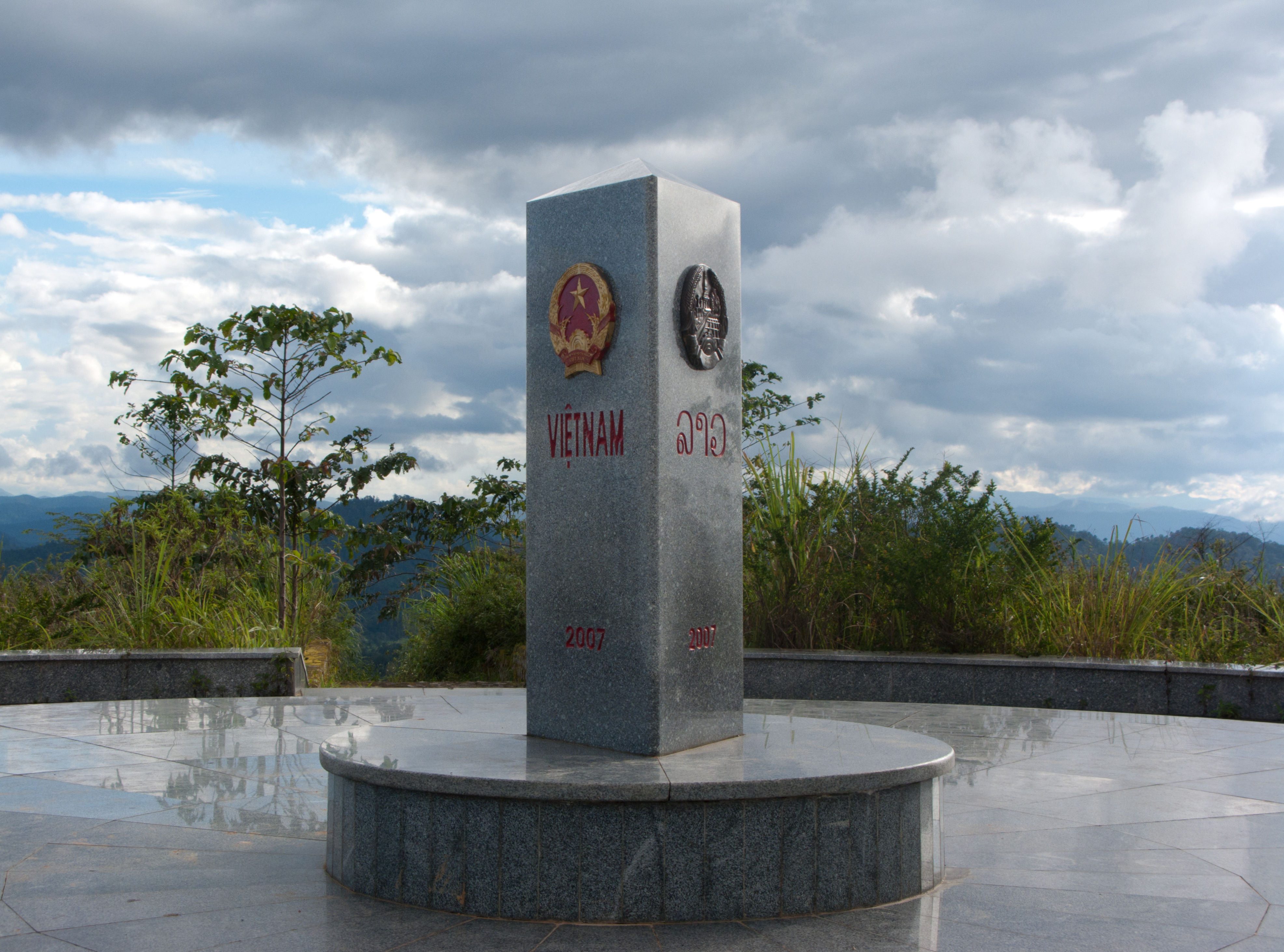
El terminal, al nord de la frontera que separa les províncies de Rotanah Kiri (Cambodja),, Attapeu (Laos) i Kon Tum (Vietnam)

Les negociacions es van reprendre a principis dels anys 2000 i el 10 d'octubre de 2005 Vietnam i Cambodja van signar un nou acord que complementa el tractat de demarcació de la frontera de desembre de 1985 que els Khmers van considerar inacceptables. Però l'oposició a través d'una gran campanya mediàtica, va protesta contra aquest nou acord. El propi Norodom Sihanouk va mostrar la seva desaprovació en renunciar a l'agost d'aquest mateix any del seu càrrec com a president del Consell Nacional Superior a càrrec de les fronteres.
Vietnam va fer una sèrie de reserves sobre la terra que segons el tractat es considerava cambodjana, que es va comparar amb l'intent d'invasió. Si ens basem en un vell decret d'un administrador colonial francès, Cambodja va haver de tornar dos llogarets al Vietnam a canvi d'uns altres dos Thlok Trach i Anlung Chey, atribuïts al districte Ponhea Kraek a la província de Kampong Cham i que, segons el tractat de 1985, eren considerats cambodjans. D'altra banda, no se li va permetre saber quins dos pobles de Cambodja havien d'haver retornat.
El problema es resoldrà, però un nou cas serà portat davant de l'escena dels mitjans quan el 25 d'octubre de 2009 Sam Rainsy, el principal opositor al govern de Phnom Penh, desenterra un terminal fronterer temporal a la província de Svay Rieng per protestar contra la falta de consideració de les queixes que havia fet anteriorment pel que fa a les invasions vietnamites del territori cambodjà. Aquest acte li va valer un exili de més de tres anys i condemnes per contumàcia pronunciades pels tribunals de Cambodja.
El 2011 per posar fi a la controvèrsia, el govern de Cambodja va decidir accelerar el procés de delimitació i demarcació de la frontera. El 12 de juny de 2012 en la unió entre les províncies de Kampot i Kiên Giang, es va dur a terme una solemne cerimònia durant la qual Nguyen Tan Dung i Hun Sen, els primers ministres vietnamita i cambodjà va donar a conèixer el terminal 314 que tanca el treball de delimitació.